# Jürgen Serke
Jürgen Serke (* 19. April 1938 in Landsberg an der Warthe; † 13. April 2024 in Großhansdorf) war ein deutscher Journalist, Literaturhistoriker und Schriftsteller.

## Leben und Wirken
Jürgen Serke war von 1961 bis 1969 bei der Nachrichtenagentur UPI in Frankfurt am Main tätig, zuletzt als Chefreporter. Von 1970 bis 1983 arbeitete er als Autor beim Stern, den er nach der Veröffentlichung der „Hitler-Tagebücher“ verließ. Von 1984 bis 1989 arbeitete er für die Weltwoche (Zürich) und anschließend von 1990 bis 1992 für die Welt.
Als Serke 1977 sein Buch Die verbrannten Dichter, das auf seine vorausgehenden Reportagen für den Stern aufbaute, herausbrachte, habe er die Wiederentdeckung von Autoren eingeleitet, deren Werke 1933 von den Nazis verbrannt worden waren. „Ohne Jürgen Serke wären viele dieser Autorinnen und Autoren heute noch vergessen“ Jürgen Serke schuf, so Hilmar Klute ein neues „Genre, das heute zum Verkaufsgaranten der populären Geschichtsschreibung über die verfolgten Literaten des Dritten Reichs zählt“.
Sein Engagement für die ermordeten, inhaftierten, verfolgten, zur Flucht gezwungenen und dem Vergessen anheim gegebenen Dichter und Dichterinnen setzte er in den folgenden Jahren mit weiteren Publikationen fort, deren umfangreichste der 1987 veröffentlichte Band Böhmische Dörfer. Wanderungen durch eine verlassene literarische Landschaft war. Hier holte er 47 deutschsprachige Dichter Böhmens wieder ans Licht und zeigte, welch ein reiches literarischen Leben – neben Rilke, Kafka und Werfel – es bis zur NS-Zeit in Böhmen gegeben hatte.
Seit dem Prager Frühling war Jürgen Serke stark mit der Dissidentenszene der Tschechoslowakei verbunden. Auch als Václav Havel ins Präsidentenamt gewählt wurde, war er an dessen Seite.
Seit Frühjahr 2008 ist die von der Else-Lasker-Schüler-Gesellschaft erworbene, aus über 2.500 Objekten (Büchern, Dokumenten, handschriftlichen Briefen, Typoskripten und Fotos) bestehende Literatursammlung Jürgen Serkes als Dauerausstellung mit dem Titel „Himmel und Hölle zwischen 1918 und 1989. Die verbrannten Dichter“ im Zentrum für verfolgte Künste zu sehen. Anlässlich des 80. Geburtstags von Jürgen Serke veranstaltete das Zentrum für verfolgte Künste Solingen vom 19. April bis 15. Juli 2018 die Sonderausstellung „Ein Leben für die verbrannten Dichter“.
Sein 1977 erschienener erster Band zur deutschsprachigen Exilliteratur, Die verbrannten Dichter, wurde 1999 von Hiroshi Asano, Professor für Germanistik am Saitama Women’s College und an der Keiō-Universität sowie Geschäftsführer der Japan Society of Translators, ins Japanische übersetzt. 2017 übersetzte Asano auch den Folgeband Böhmische Dörfer – Wanderungen durch eine verlassene literarische Landschaft (1987) ins Japanische. 2023 erschien bei Wallstein eine erweiterte und hervorragend gestaltete Neuausgabe von Die verbrannten Dichter.
Serke lebte zuletzt in der Nähe von Hamburg. Er starb am 13. April 2024, nur wenige Tage vor seinem 86. Geburtstag. Manfred Bissinger und Heiko Gebhardt würdigten Serke in einer Traueranzeige mit den Worten: „Er war der einzig Mutige, der nach dem Hitler-Tagebuch-Desaster beim Stern kündigte und der als Schöpfer der Jahrhundert-Recherche Die verbrannten Dichter Literaturgeschichte schrieb.“

## Auszeichnungen
- 1992 Alexander-Zinn-Preis für Publizistik des Senats der Hansestadt Hamburg
- 2002 Magnesia Litera, Tschechien
- 2012 Kunstpreis zur deutsch-tschechischen Verständigung
- 2017 Gratias-Agit-Preis des tschechischen Außenministeriums

## Veröffentlichungen (Auswahl)
- Strafverteidiger in Deutschland. Acht Porträts. Luchterhand, Darmstadt / Neuwied 1976, ISBN 3-472-61228-2.
- Die verbrannten Dichter. Mit Fotos von Wilfried Bauer. Berichte – Texte – Bilder einer Zeit. Beltz & Gelberg, Weinheim / Basel 1977, ISBN 3-407-80899-2 (Digitalisat der 3. Aufl. von 1978 im Internet Archive); Taschenbuchausgabe Fischer, Frankfurt am Main 1980;
  - erweiterte Neuausgabe mit CD (Otto Sander, Christian Quadflieg und Angela Winkler lesen Texte von Carl Einstein, Max Herrmann Neiße, Albert Ehrenstein, Ernst Toller, Yvan Goll, Jakob Haringer und Else Lasker-Schüler)[13] unter dem Titel: Die verbrannten Dichter. Lebensgeschichten und Dokumente. Beltz & Gelberg, Weinheim 1992.
  - erweiterte Neuausgabe 2023: Die verbrannten Dichter. Lebensgeschichten und Dokumente. Erweiterte und neubebilderte Neuausgabe, Wallstein, Göttingen 2023, ISBN 978-3-8353-5388-6.
- Frauen schreiben. Ein neues Kapitel deutschsprachiger Literatur. Gruner & Jahr, Hamburg 1978, ISBN 3-570-03078-4; Taschenbuchausgabe Fischer, Frankfurt am Main 1982.
- Nach Hause. Eine Heimat-Kunde. Mit Fotos von Wilfried Bauer. Kiepenheuer & Witsch, Köln 1979, ISBN 3-462-01298-3.
- als Herausgeber: Selma Meerbaum-Eisinger: Ich bin in Sehnsucht eingehüllt. Gedichte eines jüdischen Mädchens an seinen Freund. Hoffmann und Campe, Hamburg 1980, ISBN 3-455-04790-4; Taschenbuchausgabe Fischer, Frankfurt am Main 1984 u.ö.
- Die verbannten Dichter. Berichte und Bilder von einer neuen Vertreibung. Mit Fotos von Wilfried Bauer. Knaus, Hamburg 1982, ISBN 3-8135-0826-9;
  - Taschenbuchausgabe unter dem Titel: Das neue Exil. Die verbannten Dichter. Fischer, Frankfurt am Main 1985 u.ö.
- Böhmische Dörfer. Wanderungen durch eine verlassene literarische Landschaft. Zsolnay, Wien / Hamburg 1987, ISBN 3-552-03926-0.
- Zu Hause im Exil. Dichter, die eigenmächtig blieben in der DDR. Mit Fotos von Christian G. Irrgang. Piper, München / Zürich 1998, ISBN 3-492-03981-2.
- himmel und hölle zwischen 1918 und 1989. die verbrannten dichter. sammlung jürgen serke. Katalogbuch[14] zur gleichnamigen Ausstellung im Kunstmuseum Solingen. Damm und Lindlar, Berlin 2008, ISBN 978-3-9812268-2-9.
- Selma Meerbaum-Eisinger: Ich bin in Sehnsucht eingehüllt: Gedichte. Hrsg.: Jürgen Serke. Hoffmann und Campe, Hamburg 2005, ISBN 978-3-455-05171-1. (zuerst 1980 erschienen, 2005 in überarbeiteter Neuausgabe sowie 2008 als Sonderausgabe)
- Die Unsterblichkeit der Sterne. Von Francisco de Goya über Walter Benjamin zu Václav Havel Hrsg.: Rolf Jessewitsch, (Katalog der Ausstellung von Jürgen Kaumkötter und Jürgen Serke im Kunstmuseum Solingen, Zentrum der Verfolgten Künste, 2. Oktober bis 5. Dezember 2010). Zentrum für verfolgte Künste, Solingen 2010, ISBN 3-936295-09-3.